# (1637) Swings
(1637) Swings est un astéroïde de la ceinture principale.

## Description
(1637) Swings est un astéroïde de la ceinture principale. Il fut découvert le 28 août 1936 à Uccle par Joseph Hunaerts. Il présente une orbite caractérisée par un demi-grand axe de 3,07 UA, une excentricité de 0,04 et une inclinaison de 14,1° par rapport à l'écliptique.

## Compléments